# Gewöhnliches Partnerschaftsunternehmen
Das Gewöhnliche Partnerschaftsunternehmen (chinesisch 普通合伙企业) bezeichnet im Unternehmensrecht Chinas eine Rechtsform, die der Offenen Handelsgesellschaft nach deutschem Recht vergleichbar ist. Rechtsgrundlage ist das 2. Kapitel des Gesetzes der VR China über Partnerschaftsunternehmen (合伙企业法, Abk. PUG) in der Fassung vom 27. August 2006.

## Gründung
Das Gewöhnliche Partnerschaftsunternehmen wird durch Eintragung in das Unternehmensregister gegründet. Die Voraussetzungen der Gründung sind in Artikel 14 PUG genannt:
1. Mindestens zwei voll geschäftsfähige Partner,
2. eine schriftliche Partnerschaftsvereinbarung,
3. die Erbringung von Einlagen,
4. eine Firma und
5. eine Betriebsstätte.

## Geschäftsführung
Nach Artikel 26 PUG sind alle Partner zur Geschäftsführung berechtigt, jedoch kann auch ein oder mehrere Partner mit der Geschäftsführung beauftragt werden. Ist letzteres der Fall, so haben die nichtgeschäftsführenden Partner das Recht, die Geschäftsführung zu kontrollieren (Artikel 27 PUG).